# Dingelvik
Dingelvik är en ort i Bengtsfors kommun, Västra Götalands län, belägen i Steneby socken. Bebyggelsen avgränsades av SCB till en småort 1990 och avregistrerades som sådan 2020 på grund av att antalet boende understeg 50.

## Dingelvik gård
Gården i Dingelvik är känd sedan medeltiden, och väpnaren Sven Jonsson (halv lilja) (död omkring 1484), skrev sig till Dingelvik. Gården ärvdes inom Halsten Peterssons ätt, och övergick till äldre Forstenasläkten (bagghuvud), och efter en uppdelning i Norra och Södra Dingelvik, innehades under 1600-talet norra Dingelvik av ätten Svinhufvud, medan södra Dingelvik ägdes inom ätten Ahlefelt.
En manbyggnad på Södra Dingelvik uppfördes cirka 1848-1850 av den dåvarande ägaren baron Henry de Reverony S:t Cyr.
Gården ägs idag av familjen Kling[källa behövs].

### Fotnoter
1. 1 2  Småorter 2015, SCB, 19 december 2016, läs online.[källa från Wikidata]
2. ↑  Småorternas landareal, folkmängd och invånare per km² 2005 och 2010, korrigerad 2012-10-15, SCB, 15 oktober 2012, läs online, läst: 9 juli 2016.[källa från Wikidata]
3. ↑  Kodnyckel för SCB:s statistiska tätorter och småorter - Koppling mellan gammalt och nytt kodsystem, SCB, 11 november 2021, läs online.[källa från Wikidata]
4. ↑  Avregistrerade och nyregistrerade statistiska småorter 2020, SCB, 31 mars 2022, läs online.[källa från Wikidata]